# Искусство Шаолиня. Змея и журавль
«Искусство Шаолиня. Змея и журавль» (кит. трад. 蛇鶴八步, палл. Шэ хэ ба бу, англ. Snake & Crane Arts of Shaolin, букв. с кит. Восемь ступеней змеи и журавля) — художественный фильм с участием Джеки Чана 1978 года. Кинокартина также известна под названиями: «Шаолиньская техника змеи и журавля», «Боевое искусство змеи и журавля», «Техника змеи и журавля Шаолиня».

## Сюжет
Во времена династии Цин восемь шаолиньских мастеров совместили лучшие техники боя в «восемь ступеней змеи и журавля». Они записали техники в книгу, которая была отдана мастеру Линю на хранение вместе с копьём дракона в качестве символа власти. Книга считалась опаснейшим секретом в мире боевых искусств, и восьмёрка знатоков исчезла, как и руководство.
Все восемь кланов отправили людей на поиски книги, поэтому когда появляется парень, Сюй Инфэн, с объектом поиска, многие люди начинают его преследовать. Он отправляется в город, где собрались многие известные бойцы, и приходит на помощь девушке по имени Хуан Чжу, одетой как попрошайка. Она отводит его к предводителю клана нищих, который предлагает Инфэну деньги за книгу, проиграв ему в схватке. Парень объясняет, что он использует книгу в качестве приманки, чтобы отыскать одного человека со шрамом на плече. На Инфэна нападает глава клана Тан, Тан Пинъэр, утверждающая, что хочет книгу, чтобы разобраться в пропаже своего отца. Тем не менее, она прекращает бой, когда видит как Инфэн использует технику «змеи и журавля».
Инфэн приглашён к главе клана Чёрного Дракона, которая предлагает себя и её девушек в обмен на книгу. В ответ парень говорит ей, чтобы это случилось, она должна в первую очередь найти человека со шрамом для него. Оскорблённая, она приказывает своим людям напасть на Инфэна. Человек из клана Емэй, Фан Шипин, помогает Инфэну разобраться с противниками и, уходя, говорит парню, что знал, что не может победить его, поэтому он разрешит ему решить исчезновение восьми знатоков.
Инфэн сообщает своему учителю, что план работал, и объявились кланы в поисках книги. По пути в город на него нападают, но в ответ он использует технику «кулак цветущей сливы». Вернувшись в таверну, Инфэн встречается с ожидающей его мисс Тан. Она предлагает ему символ её клана и себя в обмен на книгу. Между тем Цянь Ши, глава Чёрного Дракона считает, что Инфэн убил леди-дракона и поэтому отправляет своих бойцов убить парня. Хуан Чжу помогает ему, и Инфэн сообщает ей, что знает, что она дочь главы клана Летающего Тигра и послана за книгой. Когда люди Чёрного Дракона нападают снова, Инфэн спасает Шипина, который недавно сделал то же самое для него. Тем не менее, он оказывается предателем, работающим на Цянь Ши, и наносит удар мечом Инфэну в спину.
Мисс Тан вместе со своими людьми прибывает на место и спасает Инфэна. Также приходит Хуан Чжу, а затем и глава клана нищих. Хуан Чжэнчжун, отец Чжу, прибыв на место, бьёт Инфэна в больное место, угрожая расправиться с ним, если не отступят другие. Чжэнчжун берёт Инфэна в заложники, несмотря на недовольство дочери, и получает книгу, но она оказывается пустой. Когда парень отказывается раскрыть местонахождение настоящей книги, Чжэнчжун держит взаперти и морит его голодом. Появляются представители кланов, в результате чего развязывается схватка, дающая шанс пленнику сбежать. Освободившись, Инфэн замечает шрам на плече Цянь Ши.
Инфэн вместе с выжившими отправляется к своему учителю, который признаётся, что является одним из восьми мастеров, которых убил Ши. Цянь Ши отравил им воду после окончания работы над книгой, а также имел сообщника в маске. Инфэн наткнулся на него еле живого и вылечил больного. За это учитель Линь обучил своего спасителя всем восьми стилям. Их план состоял в том, чтобы выявить убийцу, используя руководство в качестве наживки. Линь, размахивая посохом дракона, чтобы призвать людей из Шаолиня, вызывает на бой Ши, признавшегося в убийстве мастеров. Инфэн сражается за учителя, но когда он успешно отражает его приёмы, Ши вызывает трёх своих убийц-наёмников. Троица использует копья в борьбе против «змеи и журавля» Инфэна. Победу одерживает ученик Линя, а затем сражается с Цянь Ши, используя комбинацию стилей «змеи и журавля». 

## В ролях
| Актёр        | Роль                                                                  |
| ------------ | --------------------------------------------------------------------- |
| Джеки Чан    | Сюй Инфэн                                                             |
| Нора Мяо     | глава клана Тан Тан Пинъэр                                            |
| Цзинь Ган    | глава клана Чёрного Дракона Цянь Ши                                   |
| Ким Джон Нан | Хуан Чжу                                                              |
| Ли Ён Гук    | Фан Шипин                                                             |
| Лю Яин       | жена главаря клана Чёрного дракона Сунь Юйжу                          |
| Мяо Тянь     | хозяин зала «честность и справедливость» клана Чёрного Дракона Гу Лин |
| Ли Вэньтай   | нищий Байли                                                           |
| Тун Линь     | глава клана Летающего Тигра Хуан Чжунчжэн                             |
| У Дэшань     | старый Лу                                                             |
| Линь Чжаосюн | человек из клана Тан                                                  |
| Тоу Вайво    | один из братьев Дин                                                   |
| Ван Юнь      | двойник Юйжу                                                          |
| Ху Ханьчжан  | официант                                                              |
| Хо Кон       | владелец таверны                                                      |
| Чань Сай     | старейшина                                                            |
| Ван Цишэн    | третий тиран Сянси                                                    |
| Ли Миньлан   | подручный Юйжу                                                        |
| Вэн Чжундэ   | старший брат Дин                                                      |

## Съёмочная группа
- Кинокомпания: Lo Wei Motion Picture Co., Ltd.
- Продюсер: Сюй Лихуа
- Исполнительный продюсер: Ло Вэй
- Режиссёр: Чэнь Чжихуа
  - Ассистенты режиссёра: Сам Юлён, Сунь Бэньшу
- Автор сценария: Чжан Синьи
- Оператор: Чэнь Чжунъюан
  - Ассистенты оператора: Чэнь Шаоань, Хуан Цзэнсян
- Композитор: Чау Фуклён
- Координаторы боёв: Джеки Чан, Тоу Вайво
- Художник-постановщик: Чау Чилён
- Гримёр: Чэнь Ши
- Художник по костюмам: Ли Яньхун
- Монтажёр: Вон Чихун

## Отзывы
| Рейтинги                                | Рейтинги |
| Издание                                 | Оценка   |
| --------------------------------------- | -------- |
| Internet Movie Database                 | [ 7 ]    |
| Douban                                  | [ 8 ]    |
| Mtime                                   | [ 9 ]    |
| The Encyclopedia of Martial Arts Movies | [ 10 ]   |
| HKCinema.ru                             | [ 11 ]   |
| Kung Fu Movie Guide                     | [ 12 ]   |
| Silver Emulsion Film Reviews            | [ 13 ]   |
| Far East Films                          | [ 14 ]   |
| easternkicks.com                        | [ 15 ]   |
| AsianMovieWeb                           | [ 16 ]   |

Авторы книги о фильмах с боевыми искусствами (Билл Палмер, Карен Палмер и Рик Мейерс) позитивно оценивают картину, похвалив исполнение роли Чаном и боевые искусства. Они также отмечают непривычную зимнюю сцену на открытом воздухе.
Российский кинокритик Борис Хохлов на своём ресурсе HKCinema.ru отзывается сдержанно. По его мнению, «сценарно это обычная «уся» с множеством персонажей, сложными отношениями между ними и вихляющим сюжетом». Говоря о боевых сценах, критик приводит пример, что боевые сцены с Чаном «динамичны, весьма изобретательны и не гнушаются акробатики», но его противники «ощутимо не дотягивают до его уровня».
Бен Джонсон с сайта Kung Fu Movie Guide выражает смешанные чувства, называя фильм «скучным, но крепким». Тем не менее, игру Чана критик считает «убедительной и непритязательной», а хореографию боя относит к «его лучшему традиционному кунг-фу».
Положительно о ленте пишет рецензент с сайта Silver Emulsion Film Reviews Уилл Коуф. Во-первых, поощрение достаётся вступительной сцене, в которой Чан демонстрирует боевые искусства, используя разные виды оружия. Во-вторых, по мнению Коуфа, фильм полон экшена, который доставляет много удовольствия. В-третьих, отсутствие «обаятельной» истории делает фильм хуже, чем Деревянные солдаты Шаолиня, но в этом фильме, с точки зрения Коуфа, «более качественная и продвинутая хореография». Отдельно кинокритик хвалит финальную схватку, где хореография боя достигает пика (схватка персонажа Чана с главным злодеем и тремя наёмниками с копьями). Не остались без внимания и персонажи, среди которых Коуф выделяет Хуан Чжу и старого Лу, назвав их «забавными». В целом же картина была отнесена к одной из лучших с Чаном, сделанных с киностудией Ло Вэя.
Аналогичного мнения о начальной и финальной сценах придерживается Эндрю Сароч с ресурса Far East Films, первую из которых он называет «потрясающей демонстрацией боевых искусств», а вторую — «одной из наиболее сложных примеров хореографии, когда-либо увиденных на экране». Множество вторичных персонажей Сароч описывает как «эксцентричных, но смотрибельных», причём они, по его мнению, редко приводят к скучным моментам. Среди основных героев картины рецензент отмечает роль Норы Мяо, а исполнитель главной роли «в очередной раз не разочаровывает».
Автор рецензии с сайта easternkicks.com, Стелла Фрэнглтон, акцентирует внимание на сильных сторонах киноленты. По её словам, фильму присущи отличный актёрский состав, опытная режиссура Чэнь Чжихуа и первоклассные бои. Фрэнглтон, в дополнение к этому, заявляет, что «интрига, сопровождающаяся боевыми сценами, очень хорошо управляет сюжетом». Высокой оценке Фрэнглтон также удостаиваются протагонист Чана и первая сцена фильма. Тем не менее слабые стороны, с её точки зрения, состоят в отсутствии мотивов и предыстории главного героя и недостаточном раскрытии некоторых персонажей.
Манфред Зельцер указывает на множество странностей, среди которых он называет макияж вокруг глаз героя Чана, а также его отношение к женщинам в фильме, которое критик называет «не совсем приветственным». Тепло кинокритик отзывается о ролях Норы Мяо и Ким Джон Нан, первая из которых «прекрасно проявляет себя» во время боя, а вторая выдаёт «впечатляющую» игру. Кроме того, Зельцер отмечает множество достоинств кинокартины, к которым отнесены «впечатляющие» боевые искусства, в которых много акробатики, «блестящие» персонажи, «хорошие» костюмы и декорации. С другой стороны, мелким недостатком Зельцер видит диалоги, нуждающиеся в «более тонкой корректировке».
Кальвин МакМиллин с LoveHKFilm.com уверен, что благодаря режиссёру Чэнь Чжихуа фильм выглядит «намного более гладким», в отличие от более ранних работ Чана под режиссурой Ло Вэя. Основное внимание в рецензии МакМиллина уделяется персонажам. Так у Чана «достаточно приятный» герой, а у Норы Мяо «отрадное» появление в фильме. Также критик не забывает похвалить троих убийц, появляющихся к концу фильма.